# كريس سيمون
كريس سيمون هو لاعب هوكي الجليد كندي، ولد في 30 يناير 1972 في واوا ‏ في كندا.

## وصلات خارجية
- كريس سيمون على موقع دوري الهوكي الوطني (الإنجليزية)
- كريس سيمون على موقع قاعة مشاهير الهوكي (لاعب أن.إتش.أل) (الإنجليزية)
- كريس سيمون على موقع دوري الهوكي للقارات (الإنجليزية)
- كريس سيمون على موقع EliteProspects.com (الإنجليزية)
- كريس سيمون على موقع Eurohockey.com (الإنجليزية)
- كريس سيمون على موقع HockeyDB.com (الإنجليزية)
- كريس سيمون على موقع Hockey-Reference.com (الإنجليزية)